# David de Jorge
David de Jorge Ezeizabarrena (Fuenterrabía, Guipúzcoa, 4 de octubre de 1970), más conocido como Robin Food, es un cocinero y periodista español.

## Biografía
Es gerente de la editorial Gourmandia, autor de varios libros gastronómicos y de variados blogs. En 2008 dirigió y presentó el programa de ETB2 Cocina sin bobadas, así como habitualmente colabora en prensa y televisión y de varios medios de comunicación como el grupo Vocento. En 2011 obtuvo el premio de «Mejor Libro del Mundo 2010» por Con la cocina no se juega en la categoría de ensayo y literatura que otorga anualmente la Gourmand World Cookbook Awards.
Su cocina es de tipo popular. El 18 de junio de 2011 realizó el filete ruso más grande del mundo en el paseo del Arenal del Casco Viejo de Bilbao: 15 metros cuadrados de superficie, 400 kilos de peso y un espesor de 2,5 centímetros. De dicho filete fueron elaboradas un total de 4000 raciones y se distribuyeron a los espectadores que se encontraban en la zona. Es también promotor de las "guarrindongadas", una forma de combinación poco ortodoxa y extraña de ingredientes (como un bocadillo de nocilla con sardinillas).

## Trayectoria profesional
Ha trabajado junto a maestros como Hilario Arbelaitz (Zuberoa), Michel Guérard (Lés Prés d’Eugénie), Jacques Chibois (Bastide Saint Antoine) y Pedro Subijana (Akelarre).
Ha sido ganador en dos ocasiones del Campeonato de España de cocineros (Salón de Gourmets, Madrid - Congreso de Alta Cocina Zaldiaran, Vitoria).
Trabaja desde hace 20 años con Martín Berasategui, tres años como jefe de cocina y el resto asociados en diferentes restaurantes, asesorías a la industria alimentaria y como imagen de marcas comerciales. 
A finales de septiembre de 2014, De Jorge se puso al frente de Robin Food: atracón a mano armada, un formato televisivo gastronómico emitido a nivel nacional por el canal Telecinco en el que contó, además, con la colaboración de Berasategui, siendo muy famoso el incidente del pollo putero emitido en antena el 15 de abril. Este espacio ya había sido presentado durante cuatro años (2010-2014) a través del canal vasco ETB con gran éxito de audiencia, pero no fue hasta entonces, cuando el programa sería exportado al principal canal generalista del grupo audiovisual Mediaset España.

## Obras publicadas
- Porca memoria (2006, RBA).
- Más de cien recetas adelgazantes pero sabrosas (2014, Debate).[10]